# Словения
Слове́ния (словен. Slovenija [slɔˈʋèːnija]), официальное название — Респу́блика Слове́ния (словен. Republika Slovenija [reˈpublika slɔˈʋèːnija]) — государство в Центральной Европе. Территория — 20 236 км², население — 2 089 310 человек (на июль 2019 года). Занимает 144-е место в мире по численности населения и 150-е по территории.
Столица и крупнейший город — Любляна, другие крупные города — Марибор, Целе, Крань, Копер, Веленье, Ново-Место, Птуй, Есенице, Камник, Трбовле, Домжале и Нова-Горица. Государственный язык — словенский.
Унитарная, парламентская республика. 1 июня 2022 года пост премьер-министра занял Роберт Голоб. Пост президента с 23 декабря 2022 года занимает Наташа Пирц-Мусар.
Административное деление: 210 общин, в том числе 11 городов.
Расположена в предальпийской части Балканского полуострова. Омывается водами Адриатического моря с юго-запада. На западе граничит с Италией, на севере — с Австрией, на северо-востоке — с Венгрией, на востоке и юге — с Хорватией.
Индустриальная страна с динамично развивающейся экономикой. Объём ВВП за 2011 год составил 58,979 миллиарда долларов США (около 29 179 долларов США на душу населения). Денежная единица — евро.
Независимость страны была провозглашена 25 июня 1991 года. 29 марта 2004 Словения вступила в НАТО, а 1 мая того же года — в Европейский союз.

## Этимология
Название Slovenija происходит от этнонима «словене» — праславянской формы этнонима «славяне», то есть означает «земля словен». Этимология этнонима «славяне», по оценкам ряда лингвистов, остаётся невыясненной, хотя существует ряд гипотез на этот счёт.
Название современной Словении происходит от Словенского комитета национального освобождения (словен. Slovenski narodnoosvobodilni svet), созданного в 1944 году в ходе национально-освободительного движения Югославии против немецкой оккупации. Официальным названием государства в 1945—1946 годах было «Федеральная Словения» (словен. Federalna Slovenija), в то время — одна из стран, составлявших СФРЮ. 20 февраля 1946 года «Федеральная Словения» была переименована в «Народную Республику Словению» (словен. Ljudska republika Slovenija), которая, в свою очередь, 9 апреля 1963 года была переименована в «Социалистическую Республику Словению» (словен. Socialistična republika Slovenija). 8 марта 1990 года Словения удалила приставку «Социалистическая» из своего названия, став «Республикой Словенией», а 25 июня 1991 года обрела независимость.

## Географические данные

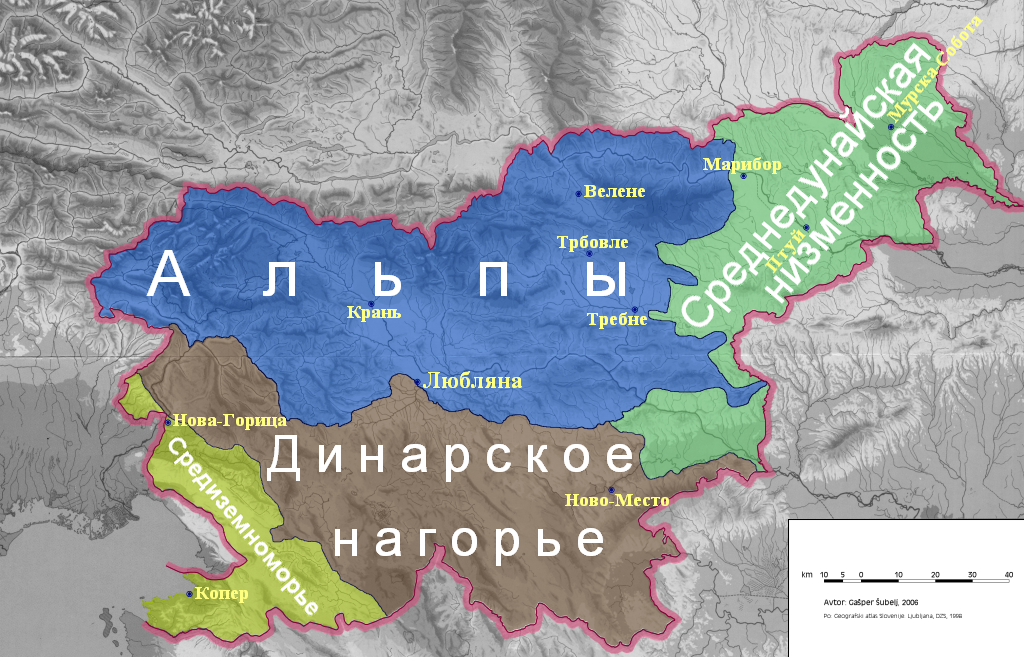
Природные области Словении

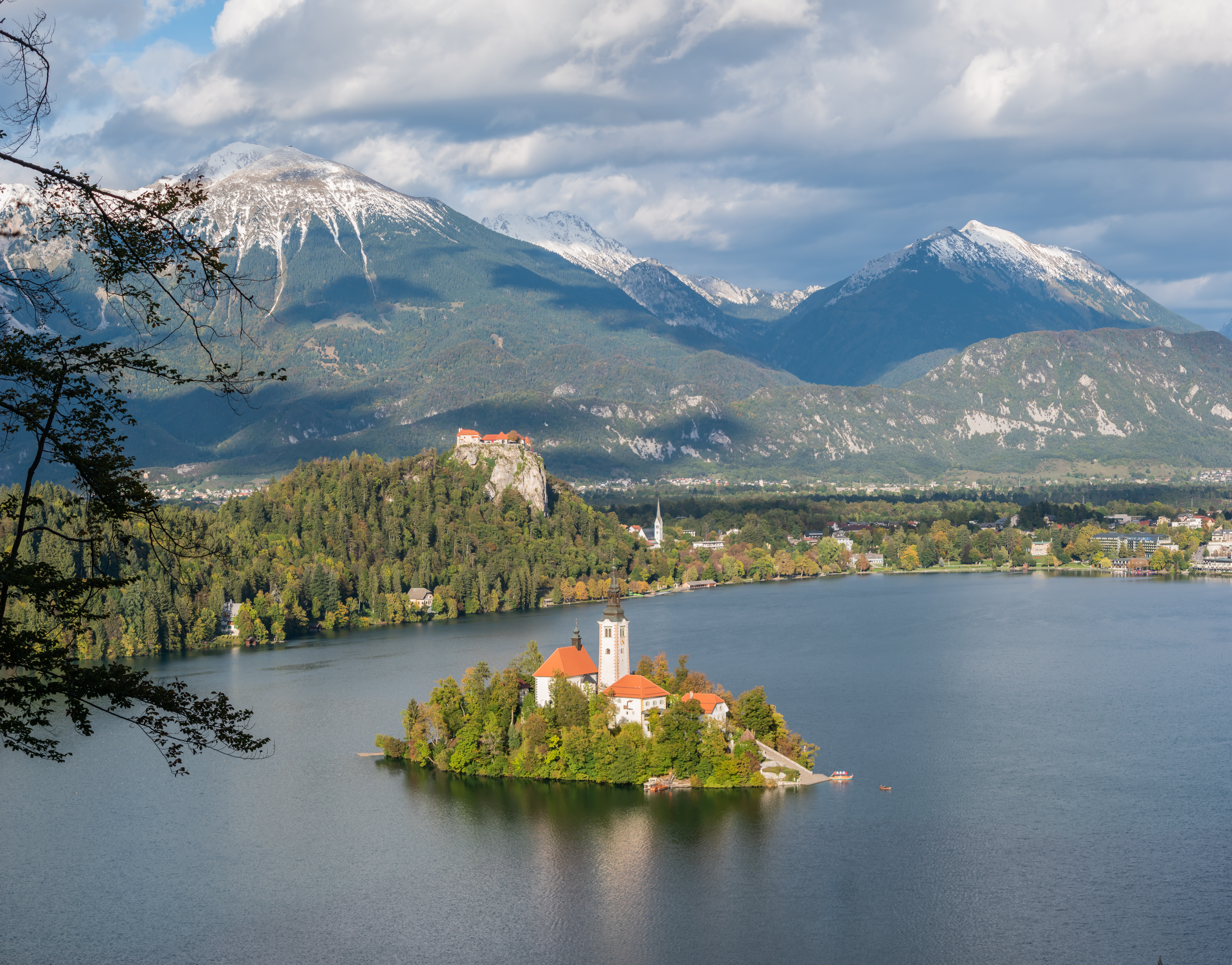
Блед

Словения находится в Альпийско-Дунайском регионе Центральной Европы.
Выделяют четыре основных географических региона: на северо-западе находятся Альпы (Юлийские, Каменско-Савинские, хребет Караванке и Похорье, занимающие 42 % территории), на северо-востоке — Паннонская (Среднедунайская) низменность (28 %), на юге — Динарское нагорье (21 %), включающее карстовое плато Карст, давшее название рельефу такого типа, на западе — Средиземноморское побережье (Адриатическое море, 9 %).
Общая площадь страны — 20 273 км². Площадь суши — 20 151 км². Площадь водного пространства — 122 км². Самая высокая точка — вершина горы Триглав (2864 м), самая низкая — побережье Адриатического моря — 0 м.
Крупные реки: Сава (221 км), Драва — правые притоки Дуная. Озёра — горно-ледниковые (Блейско, Бохиньско) и карстовые (Церкница, пересыхающее, самое большое в стране, максимум — 26 км²).
Имеется около тысячи карстовых пещер (Постойнска-Яма, Шкоцянские пещеры) и множество водопадов, наибольший Чедца (130 м).
Климат на большей части севера — умеренно континентальный. Средняя температура января — 0…−2 °C, июля — 19…21 °C. Осадков — 800—1200 мм, в горах — местами свыше 3000 мм/год.
Более половины территории занимают буковые, дубовые, хвойные леса, в горах — альпийские луга, в приморье — маквис, на плато Карст — степная растительность.

## История

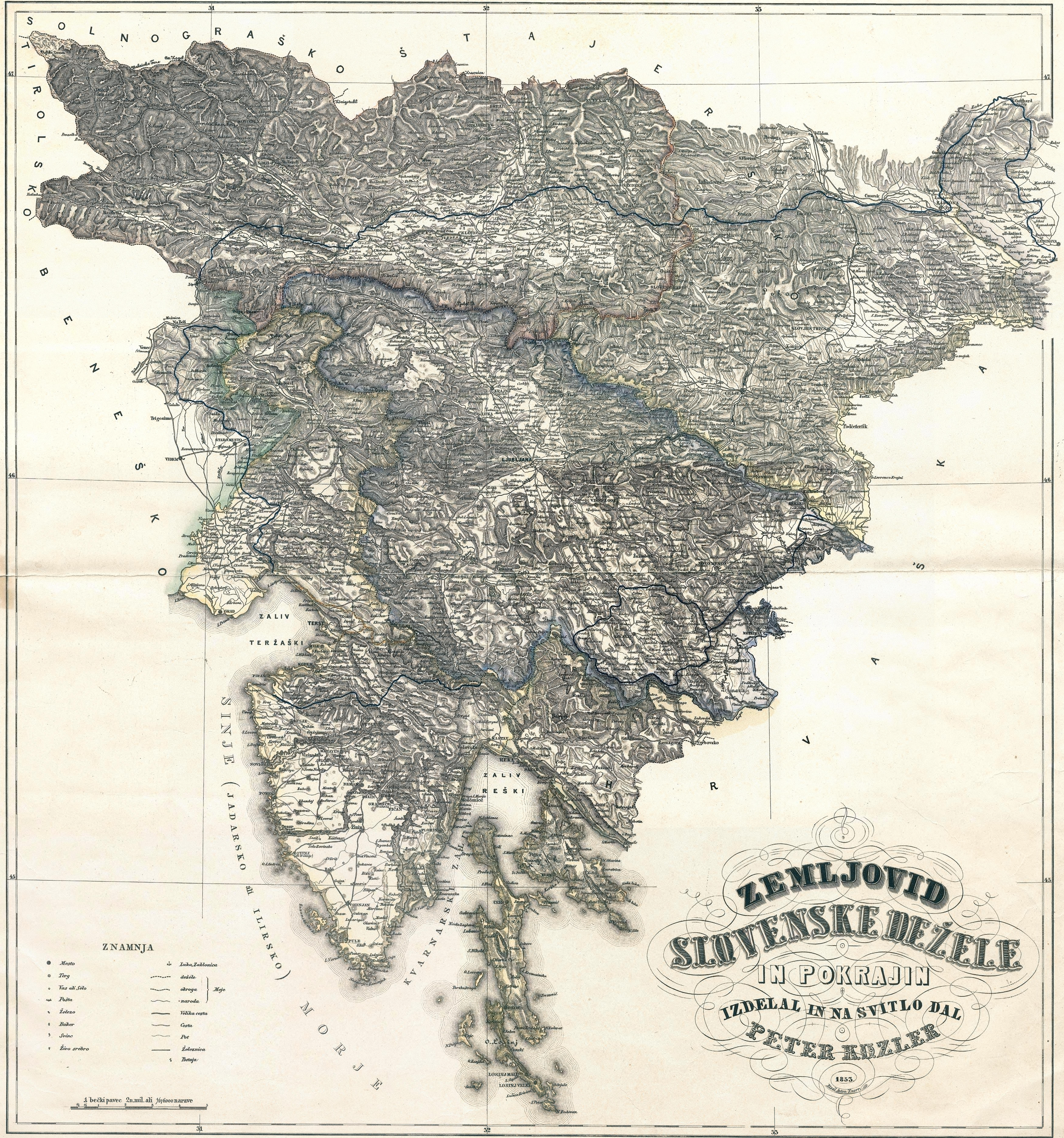
План объединения словенских земель 1848 года, который никогда не был реализован

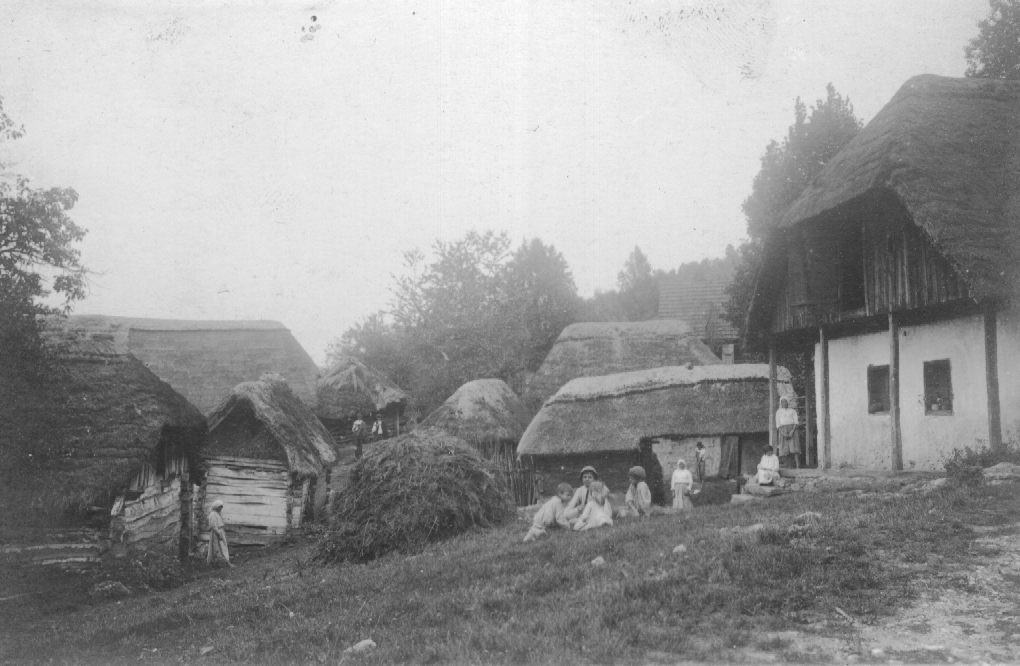
Словенская деревня в 1920 г.

Славянские предки современных словенцев осели на территории страны в VI веке н. э. В VII веке они образовали Карантанию, которая стала одним из первых славянских государств. В 745 году Карантания в обмен на военную помощь признала протекторат со стороны франков, сохранив при этом формальную независимость до своего распада в 1180 году. Влияние франков способствовало христианизации предков словенцев.
Около 1000 года были написаны Brižinski spomeniki, первый письменный документ на словенском языке. В XIV веке территория современной Словении попала под власть Габсбургов и в дальнейшем вошла в состав Австро-Венгрии. Словения была разделена на три провинции: Краньскую, Горишку и Штаерску.
Перемещение торговых путей и Тридцатилетняя война в XVII веке способствовали экономическому упадку Словении, но в XVIII веке хозяйственное развитие вновь активизировалось: производство различных товаров увеличилось, сельскохозяйственной продукции стало больше примерно на 60 %. Развернулось национальное просветительское движение. Этот период получил название Словенского Возрождения.
В 1809—1813 гг. большая часть Словении входила в состав Иллирийских провинций. В XIX веке, особенно в ходе Революции 1848—1849 гг. в Австрии и после неё, в Австрийском Приморье развивается словенское национальное движение (центр — Крайна).
В 1918 году распалась Австро-Венгрия. Италия по итогам Первой мировой войны захватила всё Словенское Приморье, включив его в состав региона Венеция-Джулия. Остальная часть словенских земель вошла во вновь образованное Королевство Сербов, Хорватов и Словенцев, которое в 1929 году было переименовано в королевство Югославия.
В 1941 году после нападения держав «оси» на Югославию, Италия аннексировала территорию до Любляны, а Германия остальную территорию с городом Марибор.
Королевство Югославия распалось в ходе Второй мировой войны, а Словения вошла в состав Социалистической Федеративной Республики Югославия как Социалистическая Республика Словения, что было объявлено 29 ноября 1945 года. От Италии к Словении были присоединены земли Обална-Крашка и Горишка.
По результатам проведённого 23 декабря 1990 года референдума, 88,4 % словенцев высказались за провозглашение независимости Словении от СФРЮ.
Война в Словении (один из военных конфликтов войны, начавшейся при распаде Югославии) продолжалась десять дней. В ходе 72 боевых контактов потери ЮНА составили 45 человек убитыми, 146 ранеными, при этом 4693 военнослужащих и 252 сотрудника федеральных служб были взяты в плен. Потери словенских сил самообороны составили 19 убитых (9 комбатантов, остальные — гражданские лица) и 182 раненых. Также погибли 12 граждан иностранных государств, в основном водители на службе международных транспортных компаний. Был выведен из строя 31 танк (включая сожжённые и повреждённые), 22 транспортные бронемашины, 172 транспортных средства и 6 летательных аппаратов.
23 декабря 1991 была принята Конституция Республики Словении. В 2004 году страна вошла в Евросоюз. С 2007 года страна входит в Шенгенскую зону и Еврозону.

## Административное деление

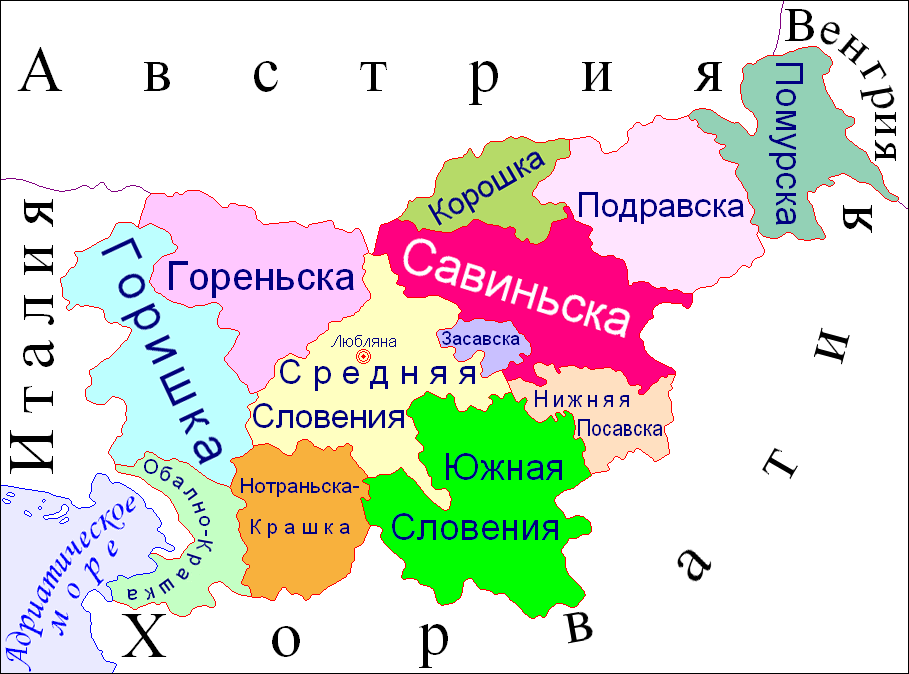
Административное деление

Страна делится на 212 общин (občina), 11 из которых имеют статус города, столица делится на районные сообщества (Četrtna skupnost).
Представительные органы города и общины — городской совет (mestni svet), избираемые населением; исполнительный — жупан (Župan).
Представительный орган районного сообщества — совет районного сообщества (Svet Četrtne skupnosti), избираемый населением; исполнительный орган — председатель совета районного сообщества (predsednik sveta).

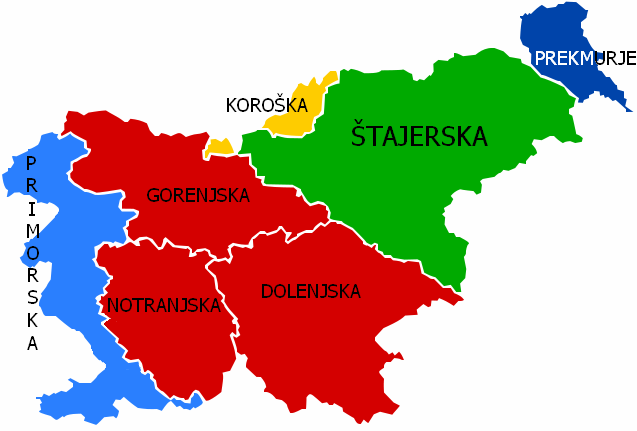

## Политическая структура
Глава Словении — президент, избираемый каждые 5 лет. Исполнительной властью обладают президент и кабинет министров. Последний назначается парламентом.
Парламент состоит из двух палат: Национальной ассамблеи (državni zbor) и Государственного совета (državni svet). В Государственное Собрание избирается 90 депутатов: из них 88 — по пропорциональной системе, а 2 места — по мажоритарной системе для словенско-итальянской и венгерской общин. Государственный Совет выполняет функции верхней палаты. В нём заседают 40 депутатов, избираемые на пятилетний срок, представляющие важные экономические, структурные и национальные группы общества. Парламент избирается каждые 5 лет. Основными партиями парламента являются Словенская демократическая партия и Либеральная демократия Словении.

### Ведущие партии
Ниже представлен список ведущих политических партий Словении, представленных в парламенте страны.
| Название | Название                                                                                              | Год  | Лидер           | Идеология                                                                                  | Интерн.       | ГС | ЕП |
| -------- | --- | ---- | --------------- | ------------------------------------------------------------------------------------------ | ------------- | -- | -- |
|          | Словенская демократическая партия словен. Slovenska demokratska stranka, SDS                          | 1989 | Янез Янша       | Правый центр, либеральный консерватизм, социальный консерватизм, словенский национализм    | ЦДИ, МДС, ЕНП | 25 | 3  |
|          | Список Марьяна Шарца словен. Lista Marjana Šarca, LMŠ                                                 | 2014 | Марьян Шарец    | Центризм, социальный либерализм, популизм                                                  | АЛДЕ          | 13 | 0  |
|          | Социал-демократы словен. Socialni demokrati, SD                                                       | 1993 | Деян Жидан      | Левый центр, социал-демократия                                                             | СИ, ПЕС       | 11 | 1  |
|          | Современная центристская партия словен. Stranka modernega centra, SMC                                 | 2014 | Миро Церар      | Центризм, социальный либерализм, проевропеизм                                              | АЛДЕ          | 9  | 0  |
|          | Левые словен. Levica                                                                                  | 2017 | Йозеф Бухер     | Левые, демократический социализм, экосоциализм, антикапитализм, секуляризм, евроскептицизм | ПЕЛ           | 9  | 0  |
|          | Новая Словения — Христианская демократия словен. Nova Slovenija - Krščanski demokrati, N.Si           | 2000 | Матей Тонин     | Христианская демократия социальный консерватизм проевропеизм                               | ЦДИ ЕНП       | 7  | 1  |
|          | Партия Аленки Братушек словен. Stranka Alenke Bratušek, SAB                                           | 2008 | Аленка Братушек | Центризм, социальный либерализм, либеральная демократия, проевропеизм                      | АЛДЕ          | 5  | 0  |
|          | Демократическая партия пенсионеров Словении словен. Demokratična stranka upokojencev Slovenije, DeSUS | 1991 | Карл Эрьявец    | Центризм, защита пенсионеров, социальный либерализм, проевропеизм                          | АЛДЕ          | 5  | 1  |
|          | Словенская национальная партия словен. Slovenska nacionalna stranka, SNS                              | 1991 | Змаго Елинчич   | Правый центр, словенский национализм, популизм, евроскептицизм                             | —             | 4  | 0  |

### Профсоюзы
Крупнейший профцентр — Союз свободных профсоюзов Словении (Zveza svobodnih sindikatov Slovenije), насчитывающий 300 000 членов и располагающий 4 местами в Государственном совете.

### Правовая система
Орган конституционного надзора — Конституционный суд (Ustavno sodišče), высшая судебная инстанция — Верховный суд (Vrhovno sodišče), суды апелляционной инстанции — высшие суды (Višje sodišče), суды первой инстанции — земельные суды (Okrajno sodišče) и окружные суды (Okrožno sodišče), высший орган прокурорского надзора — верховная государственная прокуратура (Vrhovno državno tožilstvo), высший контрольный орган — финансовый суд (Računsko sodišče).

## Вооружённые силы Словении
Численность личного состава сухопутных войск — 9 550 чел. В боевом составе находятся (на 2002 год): — 7 пехотных бригад, в составе каждой имеются по 3 пехотных батальона: 1 полностью укомплектованный и 2 батальона кадра; — 1 бригада специального назначения; — 1 воздушно-десантная бригада; — 1 противотанковый батальон; — 2 отдельных механизированных батальона; — 1 инженерная рота; — 1 подразделение защиты от ОМП; — 1 полк материально-технического обеспечения; — 1 зенитная ракетная бригада.

## Экономика
Словения имеет развитую экономику. Из всех славянских стран и стран с бывшей коммунистической плановой экономикой Словения имеет самый высокий номинальный ВВП на душу населения и второй после Чехии ВВП по ППС на душу населения. Минимальный размер оплаты труда с 1 января 2025 года составляет 1277,72 евро (брутто) и 929 евро (нетто). Средний размер оплаты труда по состоянию на ноябрь 2024 года составляет 2518,74 евро (брутто) и 1610,87 евро (нетто).
Преимущества: стабильность; обрабатывающая промышленность конкурентоспособна; сильный экспорт; перспектива роста торговли благодаря членству в ЕС; конкурентоспособный порт в Копере.
Слабые стороны: экономика частично либерализована, что удерживает иностранных инвесторов; приватизация (в том числе банковского сектора) идёт медленно.
Официальной валютой Словении является евро (ранее национальной валютой Словении являлся толар).
Словения стала первой из стран, присоединившихся к ЕС в 2004 году, которая запустила в обращение единую европейскую валюту.
Средняя брутто зарплата в Словении на декабрь 2021 года составляла 2064,12 евро, средняя нетто зарплата (после уплаты налогов и страховых взносов) — 1336,82 евро. Минимальная зарплата в 2024 году составляла 1253,9 евро.
В июне 2005 года правительство Республики Словении приняло Стратегию Развития Словении, которая включает в себя:
- превышение среднего уровня экономического развития ЕС, а также увеличение занятости в соответствии с целями Лиссабонской стратегии в ближайшие десять лет;
- улучшение качества жизни и благосостояния каждого человека, измеряемое с помощью показателей человеческого развития, здравоохранения, социальных рисков и социальной сплочённости;
- обеспечение принципа устойчивости как основного критерия качества во всех областях развития, включая цель устойчивого роста численности населения;
- разработка образа страны в мире через развитие её характерного узора, культурной самобытности и активного участия в международных процессах.

Крупная нефтяная компания Petrol является полностью государственной и в соответствии со специальным решением правительства не может быть приватизирована.
В энергетике Словении существует одна атомная электростанция — АЭС «Кршко».
Банк Словении является центральным эмиссионным и контрольным органом, входит в Европейскую систему центральных банков. Существует объединение банков, в которое входит около 30 коммерческих банков Словении.

## Население

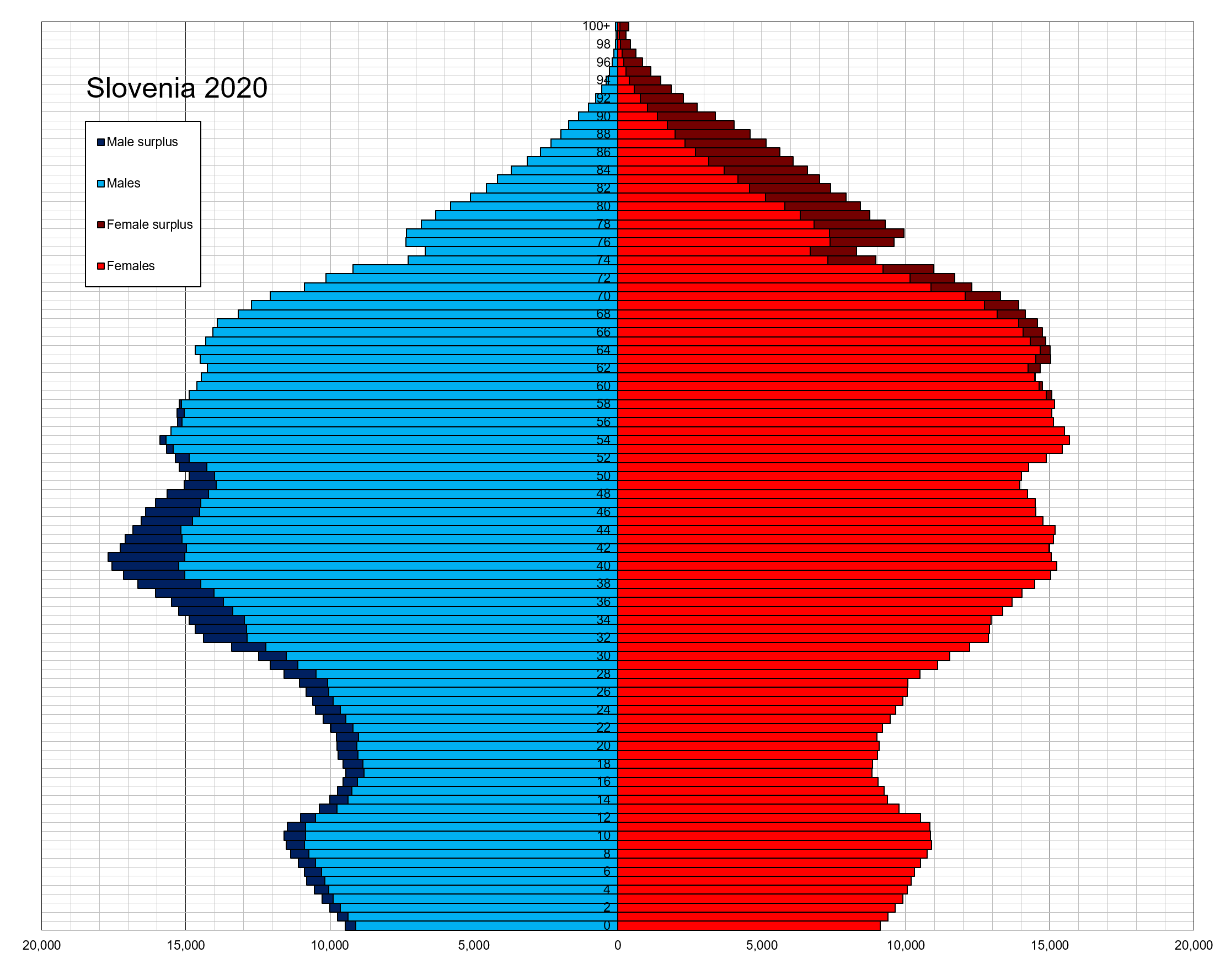
Возрастно-половая пирамида населения Словении на 2020 год

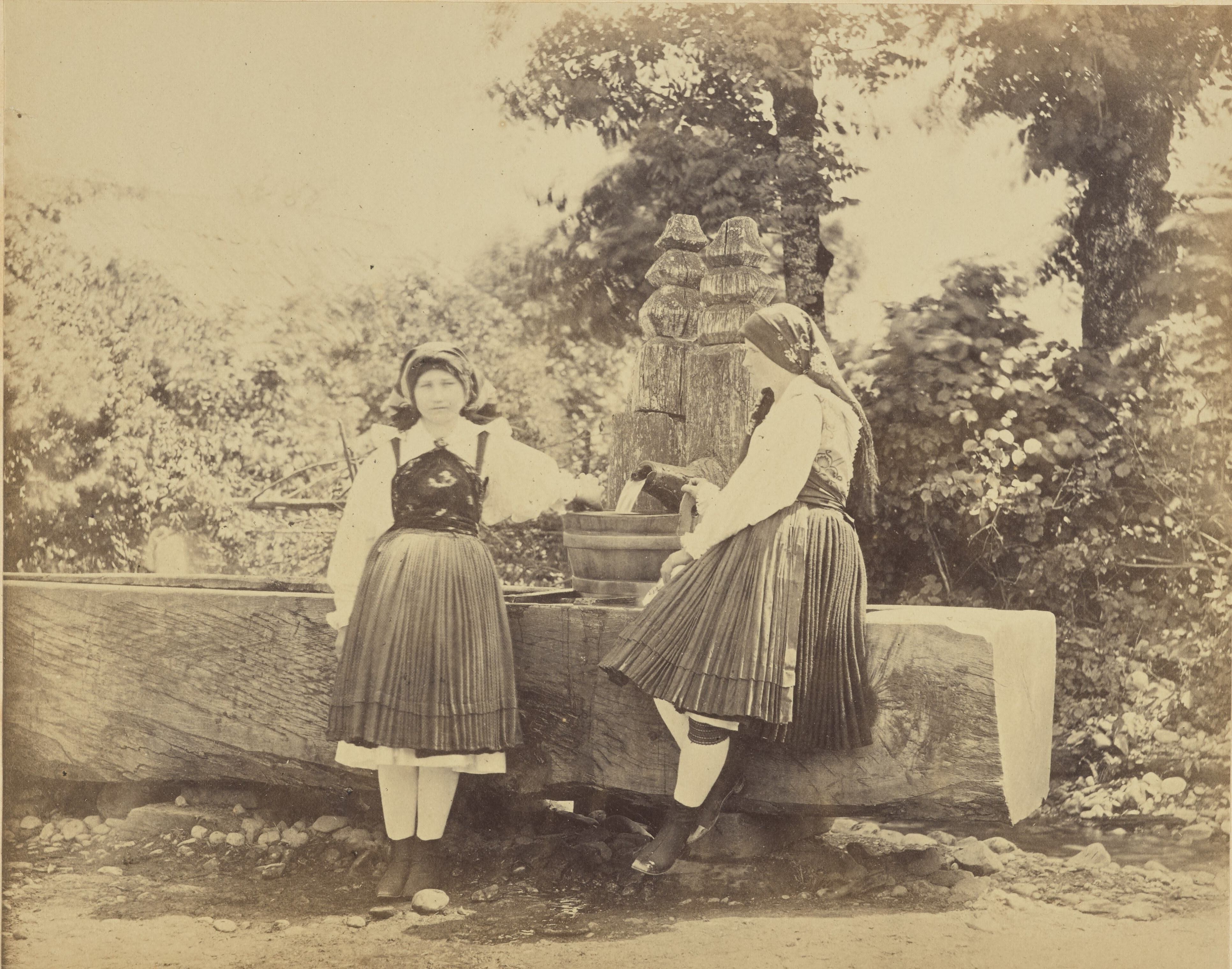
Словенские девушки, 1865 г.

По состоянию на 1 января 2013, в Словении зарегистрирован 2 058 821 житель. Страна занимает 145 место в мире по численности населения. Средний возраст населения — 41,7 лет (мужчин — 40, женщин — 43).
Суммарный коэффициент рождаемости — 1,60 рождений на женщину.
Общая продолжительность жизни: мужчин — 78,4 лет; женщин — 83,9 года (2018).
Этнический состав из общей численности населения по переписи 2002 года (1 964 036 человек):
- Словенцы — 1 631 363 (83,1 %);
- Сербы — 38 964 (2,0 %);
- Хорваты — 35 642 (1,8 %);
- Босняки — 21 542 (1,1 %);
- Венгры — 6 243 (0,3 %);
- Албанцы — 6 186 (0,3 %);
- Македонцы — 3 972 (0,2 %);
- Черногорцы — 2 667 (0,1 %);
- Итальянцы — 2 258 (0,1 %);
- Национальность неизвестна — 174 913 (8,9 %).

Средняя плотность населения составляет 101,66 человек на км². Приблизительно половина жителей проживает в городах, остальные — в сельской местности.

### Языки
Официальный язык Словении — словенский — южнославянский язык с письменностью на основе латинского алфавита (гаевица). Он имеет общие черты с хорватским и сербским языками, но существенно от них отличается. Словенский — славянский язык, сохранивший со времён праславянского двойственное число и супин. В настоящее время внутри него выделяется 49 диалектов.
Итальянский язык имеет статус официального языка в некоторых населённых пунктах муниципалитетов Изола, Копер и Пиран, венгерский — в пяти общинах Прекмурья (Добровник, Лендава, Моравске Топлице, Ходош и Шаловци). Официальный, хотя и более низкий статус также имеет цыганский язык.
В королевской Югославии Словения отличалась почти поголовной грамотностью населения. По переписи 1921 года, в словенской Дравской Бановине Югославии неграмотными были только 8,9 % населения. В том же 1921 году в Белграде доля неграмотных составила 14,1 % населения, а в целом по Югославии — 51,5 %.

### Религия
Согласно переписи 2002 года, католики составляли 57,8 % населения страны, мусульмане — 2,4 %, православные — 2,3 %, протестанты — 0,8 % (Союз баптистских церквей Словении, Союз Пятидесятнических Церквей Словении, адвентисты).

## Культура

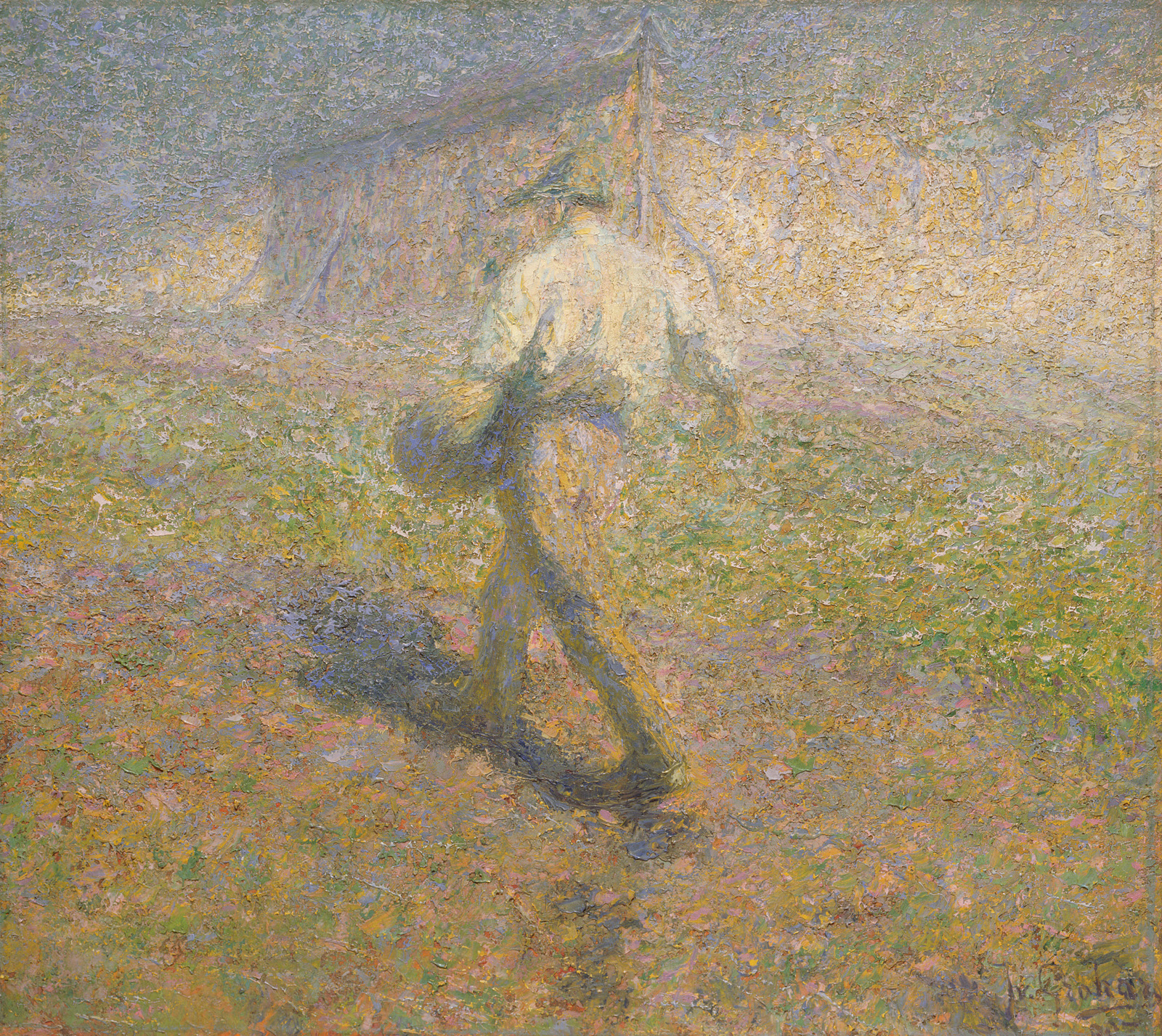
Полотно словенского живописца Ивана Грохара, 1907 г.

Самым знаменитым поэтом Словении является Франце Прешерн (1800—1849), чьи лирические поэмы установили новые стандарты для словенской литературы и помогли пробудить национальное самосознание. Со времён Второй мировой войны многие словенские фольклорные традиции были утеряны, но существуют попытки возродить национальную культуру, например, трио «Трутамора Словеника» исполняет словенскую народную музыку, в начале 1990-х гг. международный конкурс баянистов выиграла Алессандра Миначча, исполнившая словенские наигрыши. В 1970-х гг. в страну пришёл музыкальный стиль индастриал, который к началу 1980-х гг. охватил всю Словению (яркий пример — группа «Laibach» из Любляны, Laibach — немецкий вариант названия словенской столицы). Постмодернизм в живописи и скульптуре выдвигался с 1980-х гг. группой «Neue Slowenische Kunst» и пятью неизвестными художниками, работающими под псевдонимом «IRWIN». Многие значительные постройки и площади в Словении были созданы архитектором Йоже Плечником (1872—1957).
В 1919 году был открыт первый университет — Люблянский. После были основаны университеты в Мариборе (1978 год), Копере (2001 год) и Нова-Горице (2006 год).

### Словенская кухня

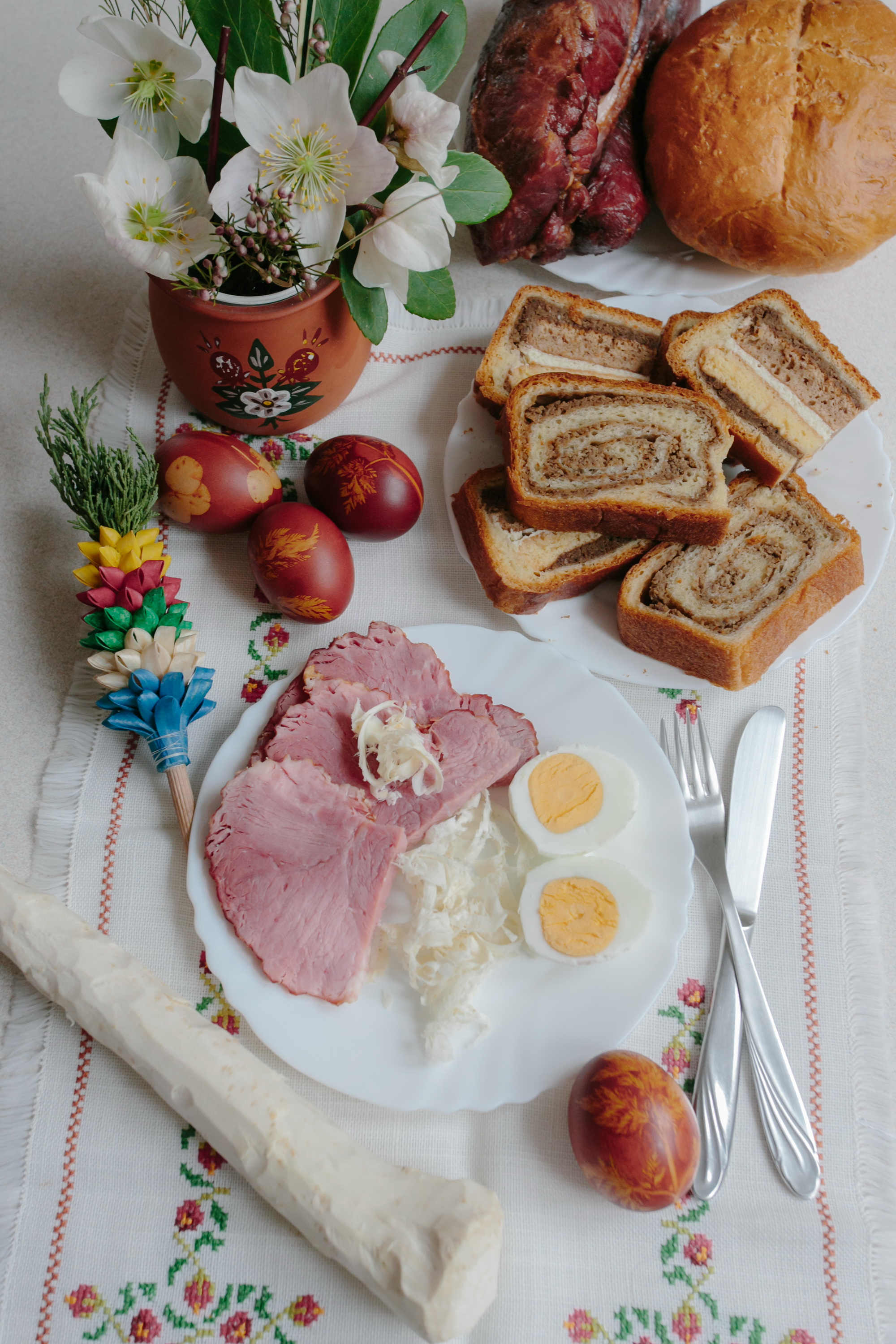
Словенский пасхальный завтрак

По данным, опубликованным «MSN», лучшим блюдом словенской кухни является краньская колбаса. На официальном уровне она признана «шедевром национального значения». Традиционно широко употребление рыбы. Много блюд заимствовано у соседних стран: У Австрии — завитек (штрудель) и дунайский зрезек (венский шницель). Ньоки (картофельные клёцки), рижота и похожий на равиоли жиркроф — местные итальянские блюда. Из венгерской кухни были заимствованы голаш и паприкаш. Распространены также слоистый пирог с мясом или сыром «бурек» (слово турецкого происхождения), мясо и яблочный пирог. Здесь существует много видов клёцек, из которых штрукли (сырные клёцки) — самые популярные. Традиционные блюда лучше пробовать в гостильнах — местных ресторанах. Пример традиционного словенского блюда — «говея юха» (goveja juha, суп из наваристого говяжьего бульона с длинной вермишелью (rezanci — резанци), иногда с добавлением сыра пармезана, а также «гобова юха» (gobova juha, суп с белыми грибами). В Словении производится хорошее белое и красное вино, а также производятся крепкие напитки, такие как «шнопс» (šnops), бренди, называемые «жганье» (žganje), и популярные в Словении марки пива — «Laško» (Лашко), «Union».

## Праздники
Закон о государственных праздниках и праздничных днях в Республике Словении предусматривает следующие праздники и праздничные дни:
- 1 и 2 января — Новый год
- 8 февраля — День Прешерна, культурный праздник Словении
- 1 и 2 апреля — воскресенье и понедельник Пасхи (даты для 2018 года)
- 27 апреля — День восстания против оккупации
- 1 и 2 мая — День труда
- 25 июня — Национальный День
- 15 августа — Успение Богородицы
- 31 октября — День Реформации
- 1 ноября — День поминовения усопших
- 25 декабря — Рождество
- 26 декабря — День независимости